# The Raven Project
Pour les articles homonymes, voir Raven.
The Raven Project est un jeu vidéo d'action de science-fiction développé par Cryo Interactive et édité par Mindscape en 1995. Édité d'abord dans une version pour PC sous DOS, le jeu a connu un portage pour la console PlayStation peu après.

## Synopsis
Dans un futur lointain, l'humanité a été asservie par un peuple extra-terrestre et est au bord de l'extinction. Le joueur incarne un pilote qui rejoint la rébellion humaine, dans l'espoir de repousser enfin l'envahisseur.

## Principe du jeu
The Raven Project est un jeu de combat spatial dans la lignée de Star Wars: Rebel Assault de LucasArts sorti deux ans plus tôt. Le joueur pilote différents engins (vaisseaux spatiaux, robots de combat terrestre) en vue subjective : l'écran affiche le cockpit de l'engin et les commandes principales se trouvent au bas de l'écran. Le joueur se déplace dans des environnements variés et doit accomplir une série de missions. Les missions sont introduites par des scènes cinématiques tournées avec des acteurs réels.

## Réception
Le jeu reçoit un accueil mitigé à sa sortie. Les meilleures critiques viennent du magazine français Joystick et du magazine allemand PC Games, qui attribuent respectivement au jeu les notes de 75 sur 100 et 76 sur 100. La critique de Joystick souligne la variété des missions et des environnements, tout en regrettant que le jeu soit « trop light ». Dans sa critique pour Electric Playground, John Shaw attribue au jeu la note de 5,5/10 et le classe dans la pile des jeux « oubliables » ; il lui reproche la trop grande similarité des différents modes de jeux (les engins ayant des commandes trop semblables, les vaisseaux spatiaux comme les robots de combat) et le très mauvais jeu des acteurs dans les séquences vidéo. La version pour PlayStation suscite les mêmes critiques : la critique américaine de GamePro souligne également le peu de variété dans les commandes des engins, mais apprécie les combats et l'intrigue et donne au jeu une note de 70 sur 100. Game Players estime que le jeu ne tient pas ses promesses, et IGN attribue au jeu la note de 3 sur 10 (« Horrible ») en lui reprochant essentiellement le peu de précision des commandes de tir et le peu de variété des engins.